# Asterismo (gemología)

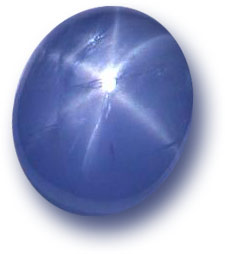
Asterismo sobre la superficie de un zafiro-estrella azul.

Asteria, estrella o «piedra de estrella» (del griego στήρ) es un nombre aplicado a las piedras preciosas que exhiben una estrella luminosa cuando son cortadas en forma de cabujón. 
La típica "asteria" es la estrella de zafiro, generalmente un corindón de color gris azulado, lechoso u opalescente, con una estrella de seis rayos.
En el corindón rojo la reflexión estrellada es menos común, y por lo tanto, el rubí-estrella ocasionalmente se encuentra con el zafiro-estrella. En Ceilán es una de las más valiosas "piedras preciosas". Cuando el asterismo es mostrado por un corindón amarillo, la piedra es llamada [zafiro amarillo]-estrella. La piedra cimofana o crisoberilo, conocido como ojo de gato, también puede ser asteriado. En todos estos casos el fenómeno de asterismo es causado por la reflexión de la luz desde un doble laminado o finas cavidades tubulares de unos pequeños recintos muy delgados dispuestos dentro de la piedra.
El famoso «astrion» de Plinio el Viejo se cree que era una piedra de luna, ya que es descrito como una piedra decolorada procedente de la India teniendo adentro la apariencia del brillo de una estrella con la luz de la luna. Las piedras de luna eran antiguamente vistas con mucha superstición.

## Descripción

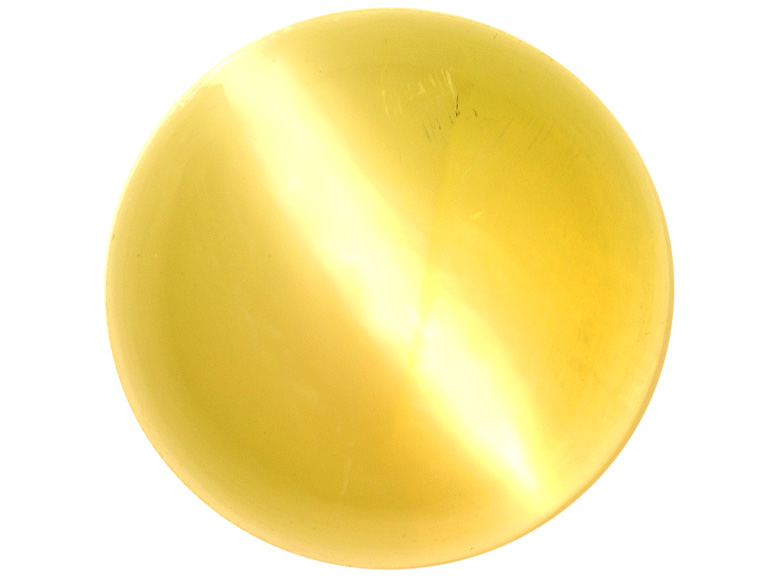
Cimofana u ojo de gato, variedad de crisoberilo.

El asterismo es un fenómeno óptico que se observa en algunos rubíes, zafiros y otras gemas (granate-estrella, diópsido-estrella, espinela-estrella, etc.) sobre un área reflectante en forma de una estrella sobre la superficie de un corte de cabujón de una piedra. Los zafiro-estrellas y los rubíes obtienen su asterismo de las impurezas del dióxido de titanio (rutilo) presentes en ellos. El efecto estrella o asterismo es causado por las densas incrustaciones de pequeñas fibras de rutilo (también conocidas como "seda"). Las estrellas son causadas por el reflejo de la luz de incrustaciones de rutilo en forma de agujas alineadas perpendicularmente a los rayos de la estrella. No obstante debido a que el rutilo esta siempre presente en las gemas-estrella, estas casi nunca son completamente transparentes.
Se distinguen dos tipos de asterismo:
- Epiasterismo: Es el que se puede ver en los zafiros y la mayoría de la gemas, el cual es el reflejo de la luz sobre incrustaciones paralelas alineadas dentro de la piedra.

- Diasterismo: Es aquel que se ve en los cuarzos rosas y es el resultado de la transmisión de la luz a través de la piedra. Para poder ver este efecto la piedra deberá está iluminada desde atrás.